# Molophilus (Molophilus) campbellianus
Molophilus (Molophilus) campbellianus is een tweevleugelige uit de familie steltmuggen (Limoniidae). De soort komt voor in het Australaziatisch gebied.